# Muntanitz
Il Muntanitz (3.232 m s.l.m.) è la montagna più alta del Gruppo del Granatspitze negli Alti Tauri. Si trova in Austria (Tirolo).
La montagna è composta da due vette:
- Großer Muntanitz - 3.232 m
- Kleiner Muntanitz - 3.192 m

La vetta fu raggiunta per la prima volta da Arthur von Schmid con la guida Führer Thomas Groder il 2 settembre 1871.